# Skikda (provins)
Provinsen Skikda (arabisk: ولاية سكيكدة) er en af Algeriets 48 provinser. Provinsen har et areal på 4.026 km2
og et indbyggertal på 898.680 (2008) indbyggere. Administrationscenteret er byen Skikda.